# Kerqin
Le Kerqin, Keerqin ou Ke-Er-Qin (chinois simplifié : 科尔沁马 ; chinois traditionnel : 科爾沁馬 ; pinyin : Kē'ěrqìn mǎ), est une race chevaline polyvalente originaire des steppes de Keerqin, dans la région de Mongolie-Intérieure, en Chine. Développée à partir de 1950, la race est issue de nombreux croisements, avec notamment le cheval du Don, puis le Sanhe et l'Ardennais. Ce cheval polyvalent est destiné à répondre à tous les besoins des agriculteurs locaux.

## Dénomination
Il existe différentes transcriptions pour le nom de la race. La FAO emploie le nom de « Kerqin » et n'en cite pas d'autre, le dictionnaire de CAB International utilisant uniquement le nom de  « Keerqin »,. Dans l'ouvrage de l'université de l'Oklahoma, le nom de la race est  transcrit par « Ke-Er-Qin ».

## Histoire
La région de Zhelimu Meng, située dans la steppe de Keerqin sur le plateau mongol en Mongolie-Intérieure, est traditionnellement vouée à l'agriculture et à l'élevage équin, grâce à la bonne qualité de ses pâturages. En 1950 débute une expérience zootechnique sur les chevaux locaux, de type mongol chinois. L'expérience utilise en croisement le Sanhe, le cheval du Don, l'Ardennais, et le Highkravnaya, ou Pur-sang « amélioré » de Russie, sur le cheptel local. Le Trait soviétique entre aussi en croisement, et différentes combinaisons de croisements sont testées. C'est la combinaison Ardennais / Sanhe qui est considérée comme la plus efficace.

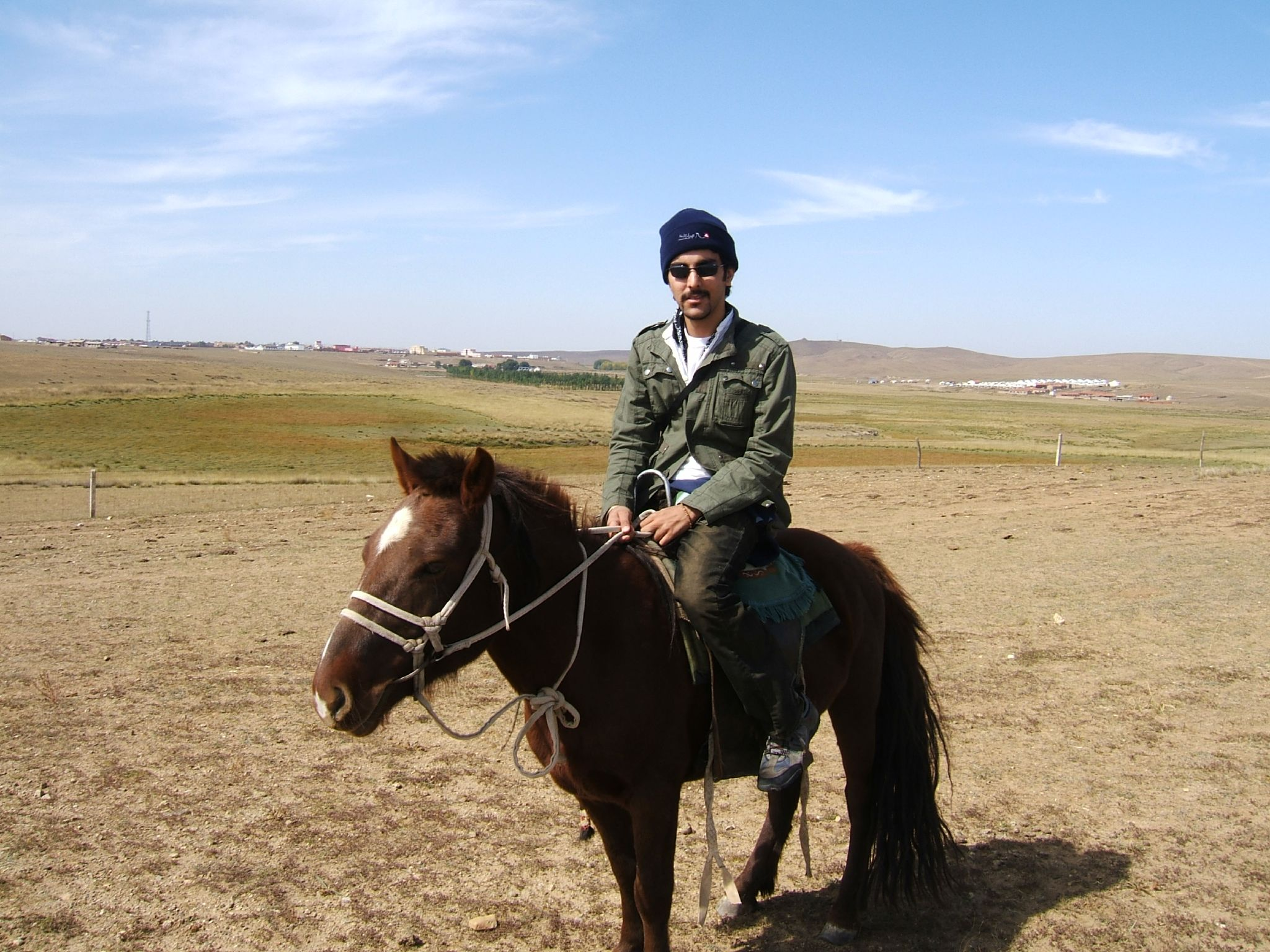
Cheval mongol chinois
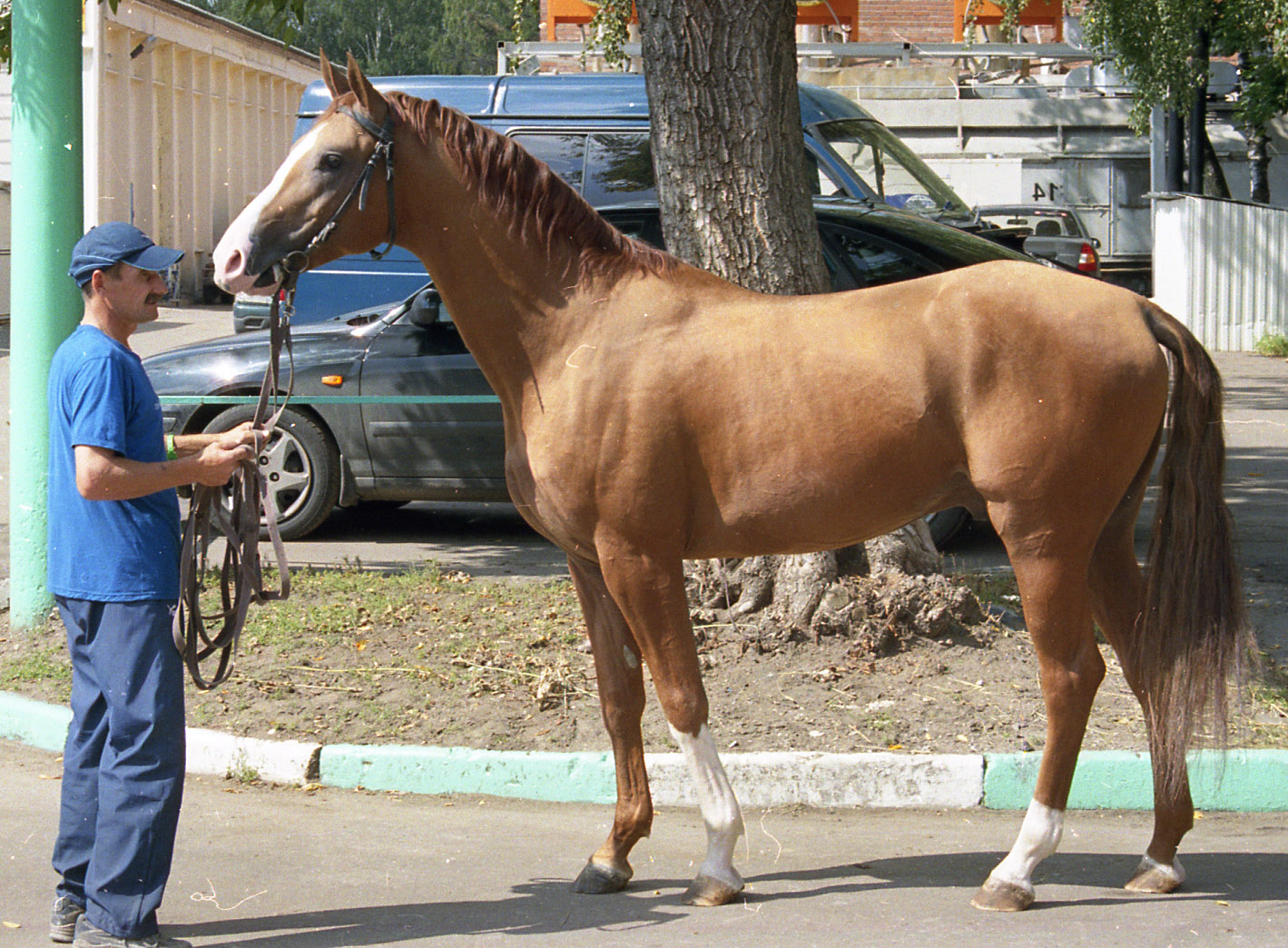
Cheval du Don
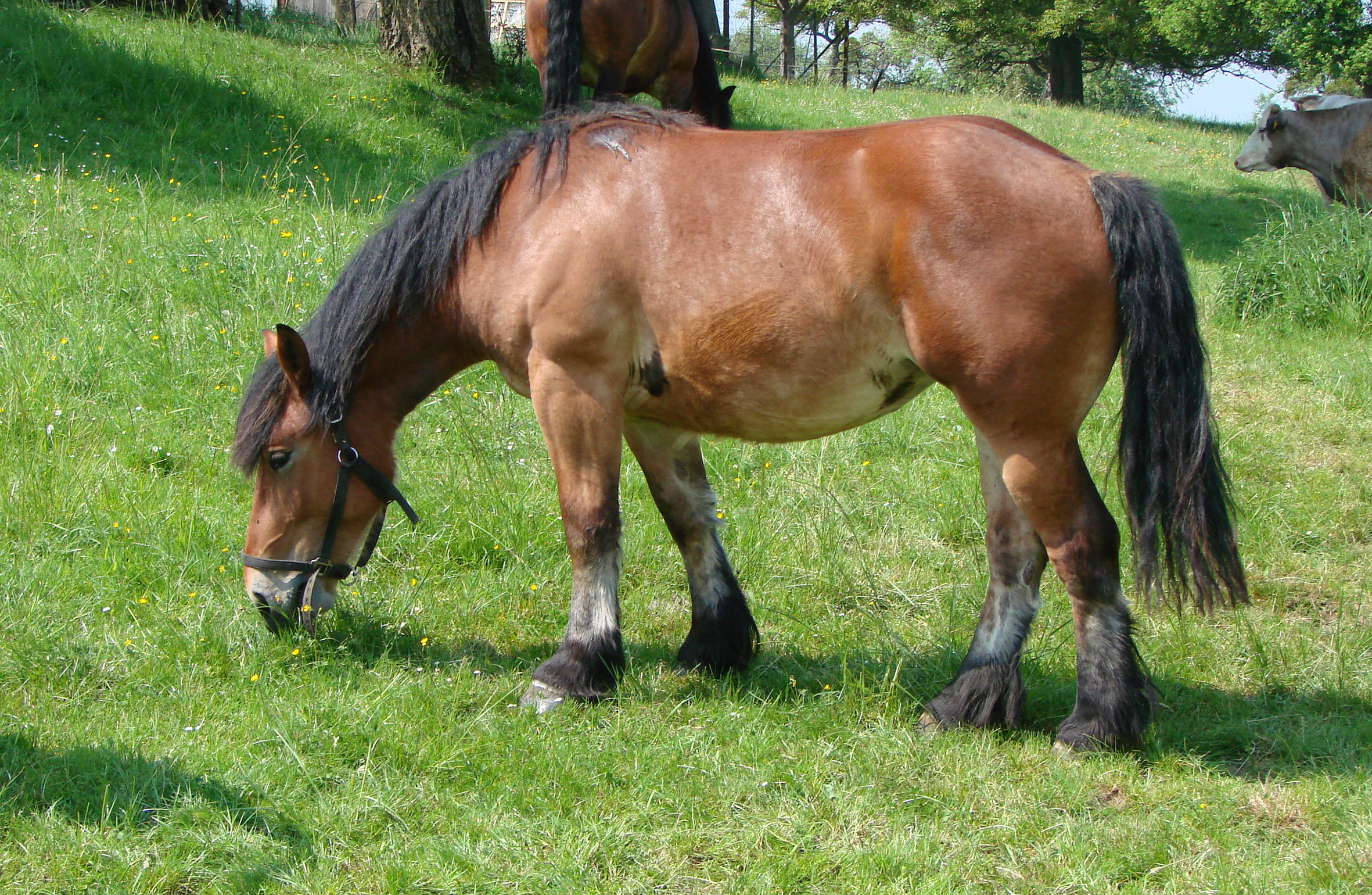
Ardennais

## Description
C'est un cheval dont le modèle peut varier de léger à lourd. Le modèle actuel présente une nette influence de l'Ardennais.
La taille moyenne est de 1,45 m à 1,53 m selon Hendricks (université de l'Oklahoma), de 1,50 m à 1,54 m selon CAB International. La robe est généralement le bai ou l'alezan,. La sélection s'est orientée sur un animal à la fois rapide sous la selle et fort à la traction, capable de déplacer des outils agricoles lourds.

## Utilisations
La race est destinée localement à un usage polyvalent, aussi bien montée qu'attelée ou mise au travail agricole : elle répond à tous les besoins des agriculteurs locaux.

## Diffusion de l'élevage
Le Kerqin forme une race locale de Chine, considérée comme commune et comme développée, c'est-à-dire créée en Chine à partir de croisements entre différentes races de chevaux d'origine étrangère. D'après les données de la FAO, en 1982, le cheptel total était compris dans une fourchette entre 30 000 et 32 000 chevaux, avec une tendance à la stabilité. En 2008, le recensement est peu précis puisqu'il donne un nombre de chevaux Kerqin compris entre 10 862 et 63 313 têtes, avec une tendance à l'augmentation. Dans le berceau d'origine de la race, chaque 18 août est l'occasion d'un festival avec organisation de grandes courses de chevaux. Le cheval reste une ressource importante en Mongolie-Intérieure. Le niveau de menace pesant sur la race est inconnu.